# Irish Hobby

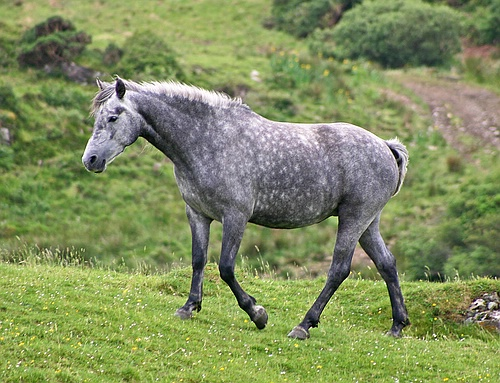
Kuc connemara, uznawany za jednego z potomków rasy Irish Hobby

Irish Hobby – wymarła już rasa kuców, utworzona w Irlandii przed XIII wiekiem. Była podstawą hodowlaną wielu współcześnie istniejących ras, w tym między innymi dla kuców connemara, Irish Draught oraz prawdopodobnie dla Kuców Kerry Bog. Typ koni Palfrey w przedostał się do Irlandii i z czasem ewoluował w  tę rasę. Rasa została wymieniona w 1375 roku przez poetę Johna Barbour, który nazwał ją w swoim wierszu hobynis. Wspomniał o nich także w swojej pracy Reliquiae Antiquae, mówiąc o ich prędkości:
And one amang, an Iyrysch man,  (I jeden spośród nas, Irlandzki człowiek)
Uppone his hoby swyftly ran... (Na swoim szybkim hobby pobiegł)
Klacze z irlandzkiej hodowli tej rasy prawdopodobnie dały początek rasy koniom pełnej krwi angielskiej. Istnieje wiele dowodów na to, że Irish Hobby zostały przywiezione do Anglii i Szkocji w różnych celach, w tym w celach wyścigowych: "są tak lekkie i szybkie".

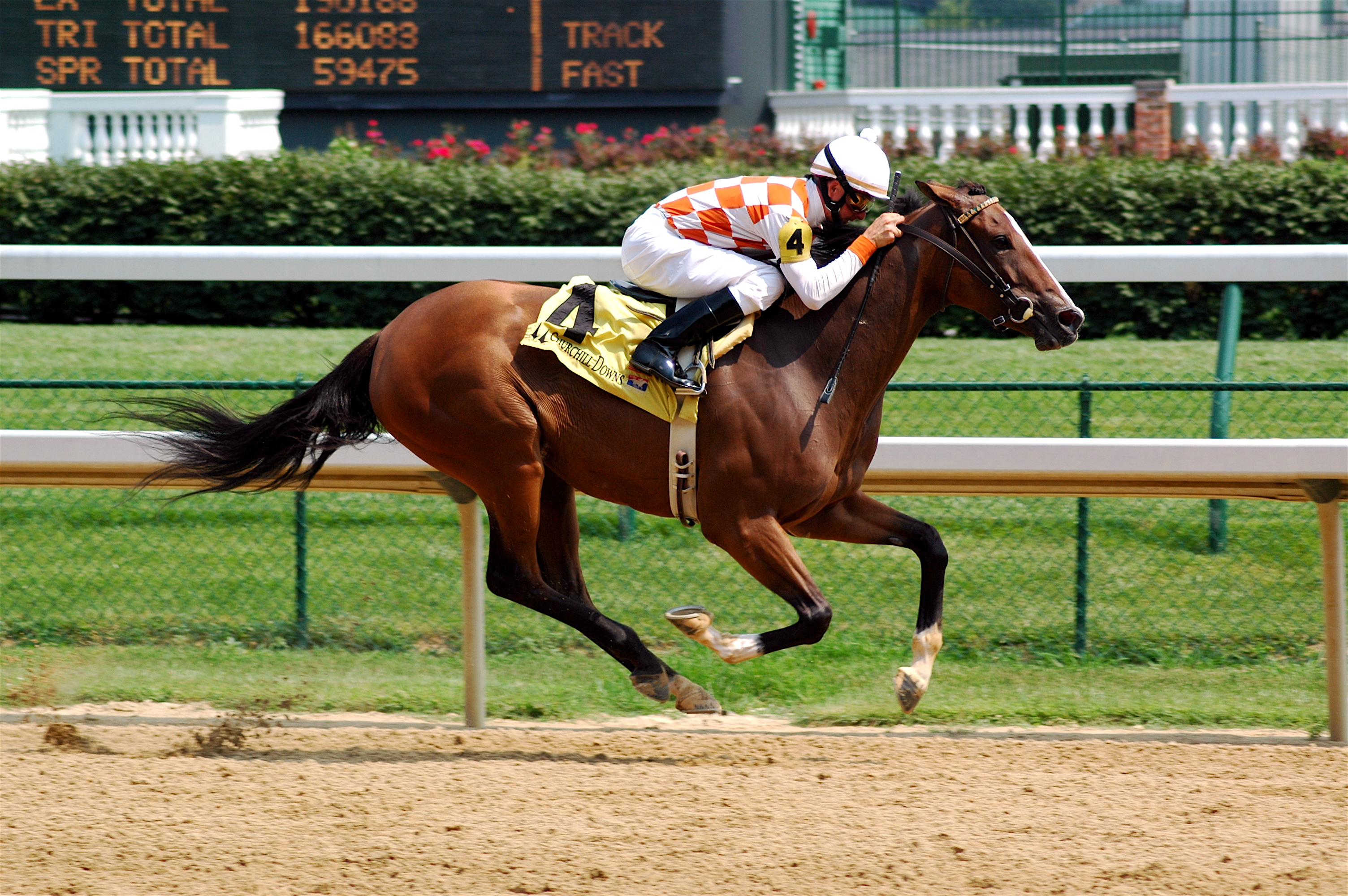
Konie pełnej krwi angielskiej prawdopodobnie powstały dzięki wpływowi rasy Irish Hobby

Ten szybki i zwinny koń był również popularny podczas bitew i często stanowił część lekkiej kawalerii znanej jako Hobelars. Hobby było z powodzeniem wykorzystywane przez obie strony podczas wojen o niepodległość Szkocji. Angielski król Edward I próbował uzyskać przewagę, zapobiegając eksportowi koni tej rasy do Szkocji. Robert Bruce wykorzystał swoje konie tej rasy do walki partyzanckiej i organizował rajdy na 60-70 mil (97-113 km) pokonywanych w ciągu dnia.
Oryginalna nazwa rasy to Irish Horse.